# Gastrancistrus atropurpureus
Gastrancistrus atropurpureus är en stekelart som beskrevs av Walker 1834. Gastrancistrus atropurpureus ingår i släktet Gastrancistrus och familjen puppglanssteklar.
Artens utbredningsområde är:
- Nederländerna.
- Sverige.

Arten är reproducerande i Sverige. Inga underarter finns listade i Catalogue of Life.